# Drzewo Życia (Expo 2015)

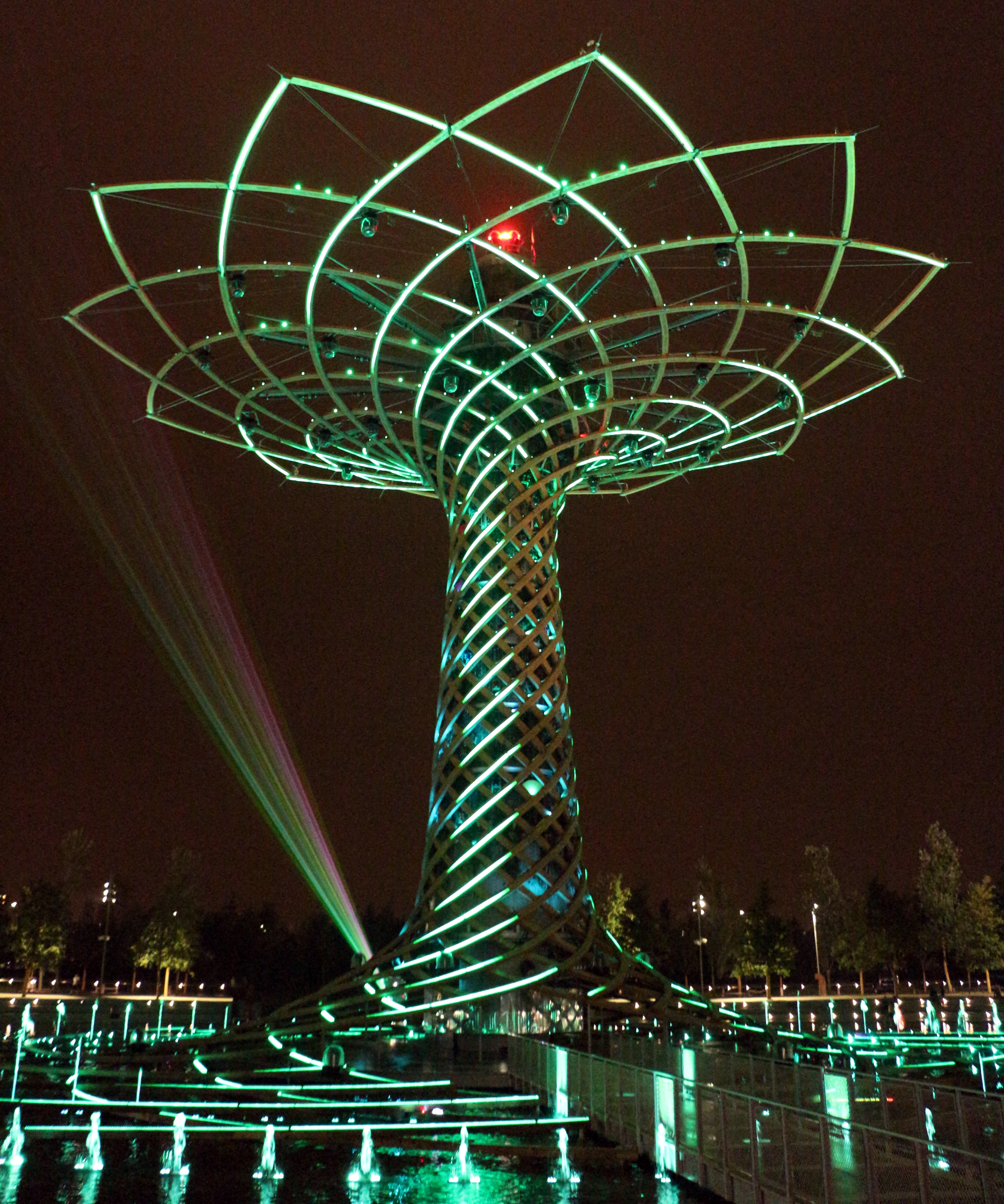
Drzewo Życia

Drzewo Życia (wł. Albero della Vita) – instalacja artystyczna, będąca symbolem Pawilonu Włoch w czasie Expo 2015 we włoskim Mediolanie. Wieża o wysokości 37 metrów wykonana została ze stali i drewna, usytuowano ją w centrum Lake Arena. 
Mimo że wystawa Expo 2015 zakończyła się 31 października 2015 roku, Drzewo Życia pozostało nadal w tym samym miejscu z powodu trudności logistycznych, wysokich kosztów wywołanych przez ewentualny demontaż i przeniesienia w inne miejsce.
Zaprojektowany został przez biuro Giò Forma został sfinansowany i zbudowany przez Consorzio Orgoglio Brescia - konsorcjum składające się z 19 przedsiębiorstw z Brescii.
W ciągu 6 miesięcy Expo zwiedziło ok. 14 milionów osób, spośród których 2/3 obserwowało Drzewo Życia.